# Jean-Marie Simonis
Pour les articles homonymes, voir Simonis.
Jean-Marie Simonis, né le 22 novembre 1931 à Mol, est un compositeur belge.

## Biographie
Après ses humanités gréco-latines, Jean-Marie Simonis entre au Conservatoire royal de Bruxelles où il décroche de nombreux premiers prix, principalement dans les branches d’écriture (harmonie, contrepoint, fugue) ainsi que le Prix Gevaert. Il travaille la composition avec André Souris et Marcel Quinet et la direction d’orchestre avec René Defossez.
Lauréat du Prix de Rome belge et de nombreux prix de composition, du Prix SABAM en 1989 pour l’ensemble de son œuvre, il est lauréat en 1975 et en 1978 du Concours musical international Reine Élisabeth de Belgique (morceau imposé pour les secondes épreuves éliminatoires) pour ses « Évocations » et son « Notturno », tous deux pour piano.
Sa « Cantilène » pour violon et orchestre est choisie comme imposé à l’épreuve finale du Concours Reine Élisabeth en 1985. Son œuvre « Éclosions » obtient le Premier Prix du concours que la Musique des guides a organisé en 1991 pour fêter le 60e anniversaire du Roi Baudouin et le 40e anniversaire de son règne.
Il est professeur honoraire au Conservatoire royal de Bruxelles, et depuis 1974, professeur d’harmonie, de contrepoint et de fugue à la Chapelle musicale Reine Élisabeth.
Il est élu membre de l’Académie royale des sciences, des lettres et des beaux-arts de Belgique le 7 mai 1987, après en avoir été élu membre correspondant le 13 juin 1985. Il fut directeur de la Classe des Beaux-Arts en 1997.
Jean-Marie Simonis est l’auteur d’œuvres symphoniques, vocales et instrumentales ; certaines ont fait le tour du monde. La plupart sont éditées et une vingtaine sont gravées sur disques ou CD.

## Distinction
- Grand officier de l'ordre de Léopold (2002)[2].

## Discographie
- Jean-Marie Simonis | Piano Works, Thérèse Malengreau. Cypres 1999 (CYP4605)